# Australian Championships 1959
Die 47. Australian Championships waren ein Tennis-Rasenplatzturnier der Klasse Grand Slam, das von der ILTF veranstaltet wurde. Es fand vom 16. bis 28. Januar 1959 in Adelaide, Australien statt.
Titelverteidiger im Einzel waren Ashley Cooper bei den Herren sowie Angela Mortimer bei den Damen. Im Herrendoppel waren Ashley Cooper und Neale Fraser, im Damendoppel Mary Hawton und Thelma Long die Titelverteidiger. Im Mixed waren Mary Hawton und Bob Howe die Titelverteidiger.

## Herreneinzel
| Nr. | Spieler       | Erreichte Runde |
| --- | ------------- | --------------- |
| 01. | Neale Fraser  | Finale          |
| 02. | Alex Olmedo   | Sieg            |
| 03. | Roy Emerson   | Viertelfinale   |
| 04. | Andrés Gimeno | Viertelfinale   |
| 05. | Rod Laver     | 3. Runde        |
| 06. | Barry MacKay  | Halbfinale      |
| 07. | Bob Mark      | Halbfinale      |
| 08. | Earl Buchholz | 2. Runde        |

| Nr. | Spieler              | Erreichte Runde |
| --- | -------------------- | --------------- |
| 09. | Robert Howe          | 2. Runde        |
| 10. | Ulf Schmidt          | Viertelfinale   |
| 11. | Don Candy            | Viertelfinale   |
| 12. | Jan-Erik Lundqvist   | 3. Runde        |
| 13. | Warren Woodcock      | 3. Runde        |
| 14. | Trevor Fancutt       | 2. Runde        |
| 15. | Martin Mulligan      | 3. Runde        |
| 16. | Christopher Crawford | 3. Runde        |

## Dameneinzel
| Nr. | Spielerin        | Erreichte Runde |
| --- | ---------------- | --------------- |
| 01. | Sandra Reynolds  | Viertelfinale   |
| 02. | Renée Schuurman  | Finale          |
| 03. | Lorraine Coghlan | Viertelfinale   |
| 04. | Mary Reitano     | Sieg            |

| Nr. | Spielerin      | Erreichte Runde |
| --- | -------------- | --------------- |
| 05. | Jan Lehane     | Halbfinale      |
| 06. | Mary Hawton    | Halbfinale      |
| 07. | Thelma Long    | 1. Runde        |
| 08. | Betty Holstein | Achtelfinale    |

## Damendoppel
| Nr. | Paarung                         | Erreichte Runde |
| --- | ------------------------------- | --------------- |
| 01. | Sandra Reynolds Renee Schuurman | Sieg            |
| 02. | Mary Hawton Thelma Long         | Halbfinale      |
| 03. | Lorraine Coghlan Mary Reitano   | Finale          |
| 04. | Betty Holstein Jan Lehane       | Halbfinale      |